# Leuceria purpurea
Leuceria purpurea là một loài thực vật có hoa trong họ Cúc. Loài này được (Vahl) Hook. & Arn. mô tả khoa học đầu tiên năm 1836.